# Persone di nome Fëdor
| Questa pagina contiene informazioni ricavate automaticamente dalle voci biografiche con l'ausilio del template Bio e di un bot. L'aggiornamento è periodico e automatico e ricostruisce completamente la pagina. Se manca una persona in questa lista, sei pregato di non aggiungerla, ma accertati piuttosto che la sua voce biografica contenga il template Bio e che i dati anagrafici siano correttamente compilati. Se il template Bio manca, inseriscilo tu stesso o, in alternativa, metti l'avviso {{tmp\|Bio}} che ne segnala la mancanza. Se i dati riportati sono sbagliati, correggi direttamente la voce biografica; le modifiche saranno visibili in questa lista entro pochi giorni. Per chiarimenti vedi il progetto antroponimi. La lista contiene solo le 90 persone che sono citate nell'enciclopedia e per le quali è stato implementato correttamente il template Bio. Pagina aggiornata al 16 ott 2024. |

Questa è una lista di persone presenti nell'enciclopedia che hanno il prenome Fëdor, suddivise per attività principale.

## Allenatori di pallavolo(1)
- Fëdor Laščënov, allenatore di pallavolo e ex pallavolista sovietico (Roven'ky, n. 1950)

## Ammiragli(4)
- Fëdor Matveevič Apraksin, ammiraglio russo (n. 1661 - Mosca, † 1728)
- Fëdor Karlovič Avelan, ammiraglio e politico russo (Loviisa, n. 1839 - Pietrogrado, † 1916)
- Fëdor Vasil'evič Dubasov, ammiraglio russo (Pokrovskoye, n. 1845 - San Pietroburgo, † 1912)
- Fëdor Fëdorovič Ušakov, ammiraglio russo (Burnakovo, n. 1744 - Alekseevka, † 1817)

## Archeologi(2)
- Teodor Shteingel, archeologo, filantropo e politico ucraino (San Pietroburgo, n. 1870 - Dresda, † 1946)
- Fëdor Solncev, archeologo e pittore russo (Verchne-Nikul'skoe, n. 1801 - San Pietroburgo, † 1892)

## Architetti(1)
- Fëdor Šechtel', architetto russo (San Pietroburgo, n. 1859 - Mosca, † 1926)

## Astronomi(1)
- Fëdor Aleksandrovič Bredichin, astronomo russo (Nikolaïev, n. 1831 - Nikolaïev, † 1904)

## Atleti paralimpici(1)
- Fëdor Trikolič, atleta paralimpico russo (n. 1985)

## Attori(3)
- Fëdor Bondarčuk, attore, regista e produttore cinematografico russo (Mosca, n. 1967)
- Fëdor Dobronravov, attore, regista e cantante russo (Taganrog, n. 1961)
- Fëdor Fëdorovič Šaljapin, attore russo (Mosca, n. 1905 - Roma, † 1992)

## Attori teatrali(1)
- Fëdor Grigor'evič Volkov, attore teatrale russo (Kostroma, n. 1729 - Mosca, † 1763)

## Bassi(2)
- Fëdor Ivanovič Šaljapin, basso russo (Kazan', n. 1873 - Parigi, † 1938)
- Fëdor Ignat'evič Stravinskij, basso russo (Noviy Dvor, n. 1843 - San Pietroburgo, † 1902)

## Bizantinisti(1)
- Fëdor Ivanovič Uspenskij, bizantinista russo (Governatorato di Kostroma, n. 1845 - Leningrado, † 1928)

## Calciatori(6)
- Fëdor Čerenkov, calciatore e allenatore di calcio russo (Mosca, n. 1959 - Mosca, † 2014)
- Fëdor Čalov, calciatore russo (Mosca, n. 1998)
- Fëdor Kudrjašov, ex calciatore russo (Mamakan, n. 1987)
- Fëdor Rimša, calciatore russo (Mosca, n. 1891 - † 1942)
- Fëdor Selin, calciatore sovietico (Tula, n. 1899 - Mosca, † 1960)
- Fëdor Smolov, calciatore russo (Saratov, n. 1990)

## Cestisti(3)
- Fëdor Dmitriev, ex cestista russo (Leningrado, n. 1984)
- Fëdor Ključnikov, cestista russo (Krasnojarsk, n. 1990)
- Fëdor Licholitov, ex cestista russo (Leningrado, n. 1980)

## Chimici(1)
- Fëdor Fëdorovič Selivanov, chimico russo (n. 1859 - † 1938)

## Cosmonauti(1)
- Fëdor Nikolaevič Jurčichin, cosmonauta russo (Batumi, n. 1959)

## Criminali(1)
- Fëdor Fedorenko, criminale di guerra russo (Džankoj, n. 1907 - Sinferopoli, † 1987)

## Danzatori(1)
- Theodore Kosloff, danzatore, attore e coreografo russo (Mosca, n. 1882 - Los Angeles, † 1956)

## Esploratori(1)
- Fëdor Alekseevič Minin, esploratore russo (n. 1709)

## Filantropi(1)
- Fëdor Alekseevič Rtiščev, filantropo russo (n. 1625 - † 1673)

## Fondisti(2)
- Fëdor Simašev, fondista sovietico (n. 1945 - Zainsk, † 1997)
- Fëdor Terent'ev, fondista sovietico (Padany, n. 1925 - Leningrado, † 1963)

## Generali(7)
- Fëdor Jur'evič Frejman, generale russo (Riga, n. 1725 - San Pietroburgo, † 1796)
- Fëdor Isidorovič Kuznecov, generale sovietico (Balbečino, n. 1898 - Mosca, † 1961)
- Fëdor Vasil'evič Orlov-Denisov, generale russo (n. 1802 - Nizza, † 1865)
- Fëdor Ivanovič Tolbuchin, generale sovietico (Jaroslavl', n. 1894 - Mosca, † 1949)
- Fëdor Fëdorovič Trepov, generale russo (n. 1812 - † 1889)
- Fëdor Petrovič Uvarov, generale russo (Chruslovka, n. 1769 - San Pietroburgo, † 1824)
- Fëdor Fëdorovič Ščerbatov, generale e principe russo (Mosca, n. 1729 - Bašino, † 1791)

## Geodeti(1)
- Fëdor Fëdorovič Lužin, geodeta e cartografo russo (n. 1695 - † 1727)

## Giornalisti(1)
- Fëdor Raskol'nikov, giornalista, politico e rivoluzionario russo (San Pietroburgo, n. 1892 - Nizza, † 1939)

## Hockeisti su ghiaccio(3)
- Fëdor Fëdorov, ex hockeista su ghiaccio russo (Apatity, n. 1981)
- Fëdor Poliščuk, ex hockeista su ghiaccio kazako (n. 1979)
- Fëdor Tjutin, ex hockeista su ghiaccio russo (Iževsk, n. 1983)

## Letterati(1)
- Fëdor Vasil'evič Sabašnikov, letterato e mecenate russo (Mosca, n. 1869 - Torino, † 1927)

## Lottatori(1)
- Fëdor Emel'janenko, lottatore e artista marziale misto russo (Rubižne, n. 1976)

## Militari(3)
- Fëdor Sergeevič Gagarin, ufficiale e politico russo (n. 1757 - Mosca, † 1794)
- Fëdor Grigor'evič Orlov, militare e politico russo (Mosca, n. 1741 - Mosca, † 1796)
- Fëdor Fëdorovič Radeckij, militare russo (San Pietroburgo, n. 1820 - Odessa, † 1890)

## Mineralogisti(1)
- Fëdor Vasil'evič Čuchrov, mineralogista russo (Egor'evsk, n. 1908 - † 1988)

## Mistici(1)
- Fëdor Kuz'mič, mistico russo (Russia - Tomsk, † 1864)

## Monaci cristiani(1)
- Filarete, monaco cristiano russo (Regno russo - Mosca, † 1633)

## Musicisti(1)
- Fëdor Stepanovič Akimenko, musicista ucraino (Charkiv, n. 1876 - Parigi, † 1945)

## Navigatori(3)
- Fëdor Petrovič Litke, navigatore, geografo e esploratore russo (n. 1797 - † 1882)
- Fëdor Andreevič Matisen, navigatore, esploratore e cartografo russo (San Pietroburgo, n. 1872 - Irkutsk, † 1921)
- Fëdor Fëdorovič Matjuškin, navigatore, esploratore e ammiraglio russo (Stoccarda, n. 1799 - San Pietroburgo, † 1872)

## Partigiani(1)
- Fëdor Andrianovič Poletaev, partigiano sovietico (Rjazan', n. 1909 - Cantalupo Ligure, † 1945)

## Pattinatori artistici su ghiaccio(1)
- Fëdor Klimov, pattinatore artistico su ghiaccio russo (Leningrado, n. 1990)

## Pittori(5)
- Fëdor Jakovlevič Alekseev, pittore russo (San Pietroburgo - San Pietroburgo, † 1824)
- Fëdor Andreevič Bronnikov, pittore russo (Šadrinsk, n. 1827 - Roma, † 1902)
- Fëdor Antonovič Bruni, pittore russo (Mosca, n. 1800 - San Pietroburgo, † 1875)
- Fëdor Petrovič Tolstoj, pittore e scultore russo (San Pietroburgo, n. 1783 - San Pietroburgo, † 1873)
- Fëdor Evtichievič Zubov, pittore, incisore e miniaturista russo (Solikamsk, n. 1615 - Mosca, † 1689)

## Poeti(1)
- Fëdor Nikolaevič Golicyn, poeta russo (Mosca, n. 1751 - Mosca, † 1827)

## Politici(3)
- Fëdor Alekseevič Golovin, politico, diplomatico e nobile russo (n. 1650 - Hluchiv, † 1706)
- Fëdor Davydovič Kulakov, politico sovietico (Fitiž, n. 1918 - Mosca, † 1978)
- Fëdor Vasil'evič Rostopčin, politico e militare russo (n. 1763 - Mosca, † 1826)

## Pugili(1)
- Fëdor Čudinov, pugile russo (Bratsk, n. 1987)

## Rapper(1)
- Feduk, rapper russo (Mosca, n. 1992)

## Registi(1)
- Fëdor Chitruk, regista e sceneggiatore sovietico (Tver', n. 1917 - Mosca, † 2012)

## Registi teatrali(1)
- Fëdor Komissarževskij, regista teatrale russo (Venezia, n. 1882 - Darien, † 1946)

## Rivoluzionari(1)
- Fëdor Andreevič Sergeev, rivoluzionario e politico russo (Glebovo, n. 1883 - Governatorato di Tula, † 1921)

## Schermidori(1)
- Fëdor Nemirovič, schermidore bielorusso (n. 1983)

## Scrittori(9)
- Fëdor Aleksandrovič Abramov, scrittore russo (Verkola, n. 1920 - Leningrado, † 1983)
- Fëdor Dan, scrittore, politico e medico russo (San Pietroburgo, n. 1871 - New York, † 1947)
- Fëdor Dostoevskij, scrittore e filosofo russo (Mosca, n. 1821 - San Pietroburgo, † 1881)
- Fëdor Aleksandrovič Emin, scrittore russo (n. 1735 - † 1770)
- Fëdor Vasil'evič Gladkov, scrittore sovietico (Černjavka, n. 1883 - Mosca, † 1958)
- Fëdor Michajlovič Rešetnikov, scrittore russo (Ekaterinburg, n. 1841 - San Pietroburgo, † 1871)
- Fëdor Ivanovič Samochin, scrittore, giornalista e traduttore russo (Nižnij Čir, n. 1918 - Biškek, † 1992)
- Fëdor Sologub, scrittore, poeta e drammaturgo russo (San Pietroburgo, n. 1863 - Leningrado, † 1927)
- Fëdor Ivanovič Tjutčev, scrittore e poeta russo (Ovstug, n. 1803 - Carskoe Selo, † 1873)

## Scultori(1)
- Fëdor Gordeevič Gordeev, scultore russo (San Pietroburgo, n. 1744 - San Pietroburgo, † 1810)

## Sollevatori(1)
- Fëdor Bogdanovskij, sollevatore sovietico (Šeteevo, n. 1930 - San Pietroburgo, † 2014)

## Sovrani(2)
- Fëdor II di Russia, sovrano russo (Mosca, n. 1589 - Mosca, † 1605)
- Fëdor III di Russia, sovrano (Mosca, n. 1661 - Mosca, † 1682)

## Senza attività specificata(2)
- Fëdor I di Russia,  russo (Mosca, n. 1557 - Mosca, † 1598)
- Fëdor Vasil'ev,  russo (Šuja, n. 1707 - Šuja)